# Marathon cirkálóosztály
A Marathon cirkálóosztály a Brit Királyi Haditengerészet II. osztályú cirkálóosztálya volt, mely az 1887-es haditengerészeti korszerűsítési program keretében került megrendelésre. Az osztály a Mersey osztály kisebb változata.
A hajók közül három, a Melpomene, a Magicienne és a Marathon külhoni (trópusi) szolgálatra épült, fa- és rézburkolattal – ez megnövelte a súlyukat, és ezáltal kissé lassabbá tette őket.

## Hajók

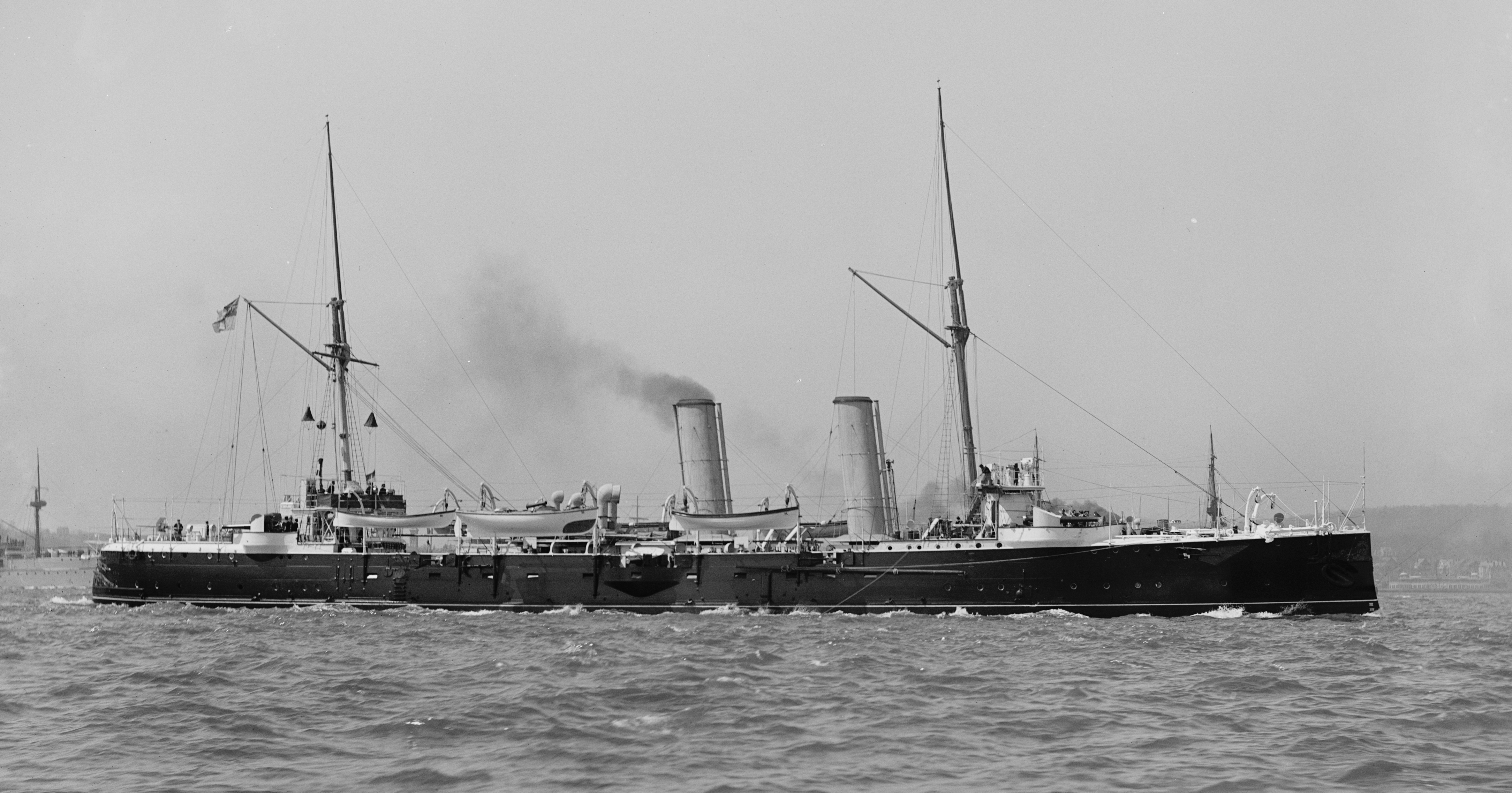
HMS Magicienne (a fénykép valamikor 1890 és 1899 között készült)

| Név            | Építő             | Hajógerinc lefektetése | Vízrebocsátás        | Befejezés |
| -------------- | ----------------- | ---------------------- | -------------------- | --------- |
| HMS Marathon   | Fairfields, Govan | 1887. augusztus 10.    | 1888. augusztus 23.  | 1889      |
| HMS Magicienne | Fairfields, Govan | 1887. augusztus 10.    | 1888. május 12.      | 1889      |
| HMS Medea      | Chatham           | 1887. április 25.      | 1888. június 9.      | 1889      |
| HMS Melpomene  | Portsmouth        | 1887. október 10.      | 1888. szeptember 20. | 1890      |
| HMS Medusa     | Chatham           | 1887. augusztus 25.    | 1888. augusztus 11.  | 1889      |

## Kazánpróbák
1901-ben a Brit Királyi Haditengerészet a Medusa fedélzetén elvégzendő próbák céljából nyolc Dürr kazánt rendelt Németországból, a haditengerészet által akkoriban használt Belleville kazánok helyett.

## Fordítás
- Ez a szócikk részben vagy egészben  a   Marathon-class cruiser című angol Wikipédia-szócikk fordításán alapul.  Az eredeti cikk szerkesztőit annak laptörténete sorolja fel. Ez a jelzés csupán a megfogalmazás eredetét és a szerzői jogokat jelzi, nem szolgál a cikkben szereplő információk forrásmegjelöléseként.